# Александър Дондуков-Корсаков
 Тази статия е за руския генерал.  За булеварда в София вижте Княз Александър Дондуков (булевард в София).  
Александър Михайлович Дондуков-Корсаков (на руски: Алекса́ндр Миха́йлович Дондуко́в-Корса́ков) е руски офицер (генерал от кавалерията) и аристократ (княз). Участник в Руско-турската война (1877 – 1878) и създаването на Княжество България.

## Биография
Александър Дондуков-Корсаков е роден на 24 септември 1820 г. в Санкт Петербург в клон на княжеския род Дондукови, който води началото си от калмикския владетел Дондук-Омбо. След завършване на Юридическия факултет в Санкт Петербург се ориентира към военна кариера. Постъпва на военна служба като унтер-офицер в лейбгвардейския кирасирски полк (1841). Произведен е в първо офицерска звание корнет през 1842 г. Служи като офицер за особени поръчения при генерал-адютант Александър Нейдгард и генерал-майор Михаил Воронцов.
Участва в Кавказката война срещу Шамил (1845 – 1851). Награден е със златно оръжие „За храброст“ (1846). Ранен е тежко при военните действия в Кримската война (1853 – 1856). Награден е с орден „Свети Георги“ IV степен (1854). За щурма на Карс е повишен във военно звание генерал-майор от 1855 г.
Назначен е за началник на щаба на Донската казашка войска (1859). Повишен е във военно звание генерал-лейтенант от 1861 г. и генерал-адютант от 1869 г. Награден е с орден „Свети Александър Невски“ (1875). Генерал-губернатор на Киевска, Подолска и Волинска губерния до 1877 г.
Участва в Руско-турската война (1877 – 1878). Командир на 13-и армейски корпус. Повишен е във военно звание генерал от кавалерията с назначение за командир на Източния отряд (1878).
След смъртта на княз Владимир Черкаски е назначен за императорски комисар в България и ръководител на Временното руско управление, което трябва да организира изграждането на държавата Княжество България съгласно член 6. и 7. на Берлинския договор (1878).
Подкрепя активно всенародното движение на българския народ против решенията на Берлинския конгрес. Съдейства за изграждането на гимнастическите дружества и недопускане въвеждането на османски гарнизони в Източна Румелия.
Участва в работата на Учредителното събрание и приемането на Търновската конституция. Несъмнен е приносът му в изграждането на българското здравеопазване, образование, администрация, войска и др.
Напуска страната след прекратяване срока на Временното руско управление и пристигането на избрания български княз Александър I Батенберг.
В чест на княз Дондуков-Корсаков е създадена титлата „Почетен гражданин на София“ и той е първият, удостоен с нея при заминаването си от България.
След завръщането си в Русия е назначен последователно за генерал-губернатор на Одеса. Губернатор на Кавказ и командир на Кавказкия военен окръг (1882 – 1890). Неговото управление в този район е забележително и със започването на системната употреба на лечебните Кавказки минерални извори. В края на живота си е назначен за член на Държавния съвет (1890 – 1893).
Умира на 15/27 април 1893 г. в с. Полоная, Псковска губерния.
Неговото име носи централен булевард в София – „Княз Александър Дондуков“.
На 28 януари 2003 г. е удостоен е със званието Почетен гражданин на Разград.